# Grotte Mandrin
Pour les articles homonymes, voir Mandrin.
La grotte Mandrin est un abri sous roche, situé dans la commune de Malataverne, dans la Drôme, en Auvergne-Rhône-Alpes, dans la région naturelle et historique du Tricastin.
Elle a été occupée au Paléolithique moyen et supérieur, de 120 000 à 42 000 ans avant le présent, par des Homo sapiens et des néandertaliens, parfois à quelques années d'intervalle, suggérant des interactions possibles entre les deux populations.
Pour la période la plus ancienne, l'Éémien, une période interglaciaire particulièrement tempérée, les températures ont même été très élevées sur une quinzaine de millénaires. Elle fait l'objet de fouilles archéologiques.
En dépit de son nom, il n'est pas prouvé qu'elle a été fréquentée par la bande du célèbre contrebandier du XVIIIe siècle, Louis Mandrin, bien que ce dernier ait séjourné dans les environs.

## Situation et description
Cet abri sous roche est situé à environ 2,5 km au sud-est du centre-ville de Malataverne (une dizaine de kilomètres au sud de Montélimar, Drôme), sur la rive gauche du Rhône à l'est de l'autoroute A7, à une altitude de 226 mètres, sur le flanc nord-ouest d'un rocher calcaire appelé « Roucoule » qui culmine à 392 mètres. Roucoule est aussi le nom du lieu-dit de Malataverne sur lequel se situe le rocher, aux limites des communes d'Allan et Roussas.
L'ouverture d'environ 12 m de large est orientée au nord. Le plafond de la grotte atteint une hauteur de 2,5 m dans la zone d'entrée puis se réduit à 1 m vers le fond de la cavité. La surface est d'environ 25 mètres carrés. En 2013, la zone située en face de l'abri est couverte et clôturée. Depuis 2016, le site est surveillé.

## Historique
Le nom de la grotte lui a été donné par son inventeur au début des années 1960, Gaston Étienne,, qui pensait qu'elle avait pu être occupée par Louis Mandrin, le célèbre contrebandier du XVIIIe siècle, car il était probablement venu séjourner plusieurs fois dans les environs, à Roucoule.
La grotte est fouillée depuis 1991 sous la direction de Ludovic Slimak,.
En 2017, la grotte Mandrin a été l'objet d'une des premières études fuliginochronologiques en France. L'étude a porté sur des échantillons de parois calcaires dans lesquels ont été piégées des traces de suie — échantillons prélevés dans plusieurs couches stratigraphiques de 2006 à 2017. Ces dépôts de suie proviennent des feux allumés par les habitants du Paléolithique.
L'ensemble archéologique de la grotte Mandrin, couvrant l'emprise des gisements grotte et talus, thalweg, crête sommitale et tête de vallon fait l'objet d'une inscription au titre des Monuments historiques par arrêté du 14 octobre 2024.

## Préhistoire

### Occupations humaines
Le site a été habité par des groupes d'hommes de Néandertal et d’Homo sapiens. L'intérêt que les archéologues portent à cette grotte tient notamment au fait que les installations de ces deux populations n'y sont séparées que de quelques années, ou peut-être d'un intervalle plus court ; il est même possible d'envisager que la grotte Mandrin ait été un lieu de rencontre des Néandertaliens et des Hommes modernes.
Une étude publiée en 2022 conclut à l'occupation par Homo sapiens datée à −54 000 ans (entre 56 800 et 51 700 ans, calibrés, avant le présent),. La datation, obtenue par fuliginochronologie et confirmée par thermoluminescence, concerne une couche de sédiments nommée E. Cette couche contient des outils modernes (fins et standardisés) et une molaire cassée d'un bébé, dont le talonide est moderne (carré), alors que les couches immédiatement en dessous et au-dessus contiennent des restes néandertaliens et des outils moustériens,.

### Assemblages archéologiques
Des similitudes rapprochent des assemblages archéologiques de la grotte Mandrin (couche E) et ceux trouvés dans un site levantin, Ksar Akil au Liban (couches XXV à XXI). Les chercheurs supposent une origine externe à l'Europe des industries de la grotte rhodanienne, en accord avec l'hypothèse d'une dispersion de l'Homme moderne du Proche-Orient vers l'Europe dans la période initiale du Paléolithique supérieur,,. Ludovic Slimak estime possible qu'« une communauté sapiens probablement venue du Levant » ait fait une « incursion dans la vallée du Rhône ». Le paléoanthropologue Jean-Jacques Hublin estime que cette hypothèse reste à confirmer.

### Génétique
Des restes fossiles d'un néandertalien surnommé Thorin ont été découverts en 2015 à l'entrée de la grotte à proximité de restes archéologiques typiques de la technologie finale datée dans la région à 50 000–40 000 ans, et sont progressivement dégagés. Un fragment du palais et plusieurs dents ont été étudiés en 2024, morphologiquement et génétiquement. Le génome indique que cette population néandertalienne a divergé il y a environ 105 000 ans des autres néandertaliens tardifs et qu'elle n'a reçu aucune introgression des autres populations de cette époque connues en Europe. Elle est donc restée isolée génétiquement pendant environ 50 000 ans, malgré la relative proximité géographique de ces autres populations européennes,.